# Rauchwart
Rauchwart est une commune autrichienne du district de Güssing dans le Burgenland.